# Poland (Ohio)
Pour les articles homonymes, voir Poland.
Poland est un village américain situé dans le comté de Mahoning, dans l'Ohio. Selon le recensement de 2010, sa population est de 2 555 habitants.